# NGC 6910
NGC 6910 (również Collinder 420) – gromada otwarta znajdująca się w gwiazdozbiorze Łabędzia. Została odkryta 17 października 1786 roku przez Williama Herschela. Jest położona w odległości ok. 3,7 tys. lat świetlnych od Słońca. Jest to młoda gromada, w której gwiazdy są nadal ciasno zgrupowane.